# کارکس آکوتیفرمیس
کارکس آکوتیفرمیس (نام علمی: Carex acutiformis) نام یک گونه از سرده جگن است.